# Cảng Tanjung Kalian
Cảng Tanjung Kalian là một cảng biển có vị trí tại thị trấn Muntok, thuộc huyện Tây Bangka của Quần đảo Bangka Belitung, Indonesia. Cảng đóng vai trò là cảng vận chuyển hàng hóa và bến phà chở hành khách, nối đảo Bangka với Sumatra qua Cảng Tanjung Api-Api đối diện ở Nam Sumatra.

## Lịch sử
Những năm 1850, chính quyền thực dân Hà Lan có lợi trong việc khai thác mỏ ở Bangka và kiểm soát việc đi lại qua Eo biển Bangka đã thành lập một ngọn hải đăng tại Tanjung Kalian. Tanjung Kalian được chọn làm địa điểm xây dựng do vị trí nằm ở điểm tận cùng phía tây Bangka, khiến nó có thể trông thấy rõ ràng và quan trọng đối với các tàu đi qua. Sau đó, vào năm 1862, cấu trúc gỗ và thép được cải tiến và tăng thêm 56 mét (184 ft) bởi công ty khai thác mỏ Hà Lan Banka Tin Winning dựa trên một thiết kế hiện hành của Anh, trở thành vật cố định lâu dài của cảng.
Trước năm 2013, các dịch vụ phà từ cảng đi thẳng đến Palembang, nhưng việc mở thêm Cảng Tanjung Api-Api gần huyện Banyuasin, Nam Sumatra, dẫn đến các bến phà phải thay địa chỉ ở đó. Nơi đây có kế hoạch mở rộng tiện nghi cảng với các cầu tàu bổ sung.

## Dịch vụ
Tanjung Kalian chủ yếu phục vụ bởi các bến phà RORO đến Tanjung Api-Api, điển hình có một tàu cập bến mỗi hai giờ. Chỉ trong khoảng thời gian mười sáu ngày xung quanh lễ Eid al-Fitr năm 2022, hơn 60.000 hành khách vượt từ Tanjung Kalian đến Tanjung Api-Api. Mặc dù độ sâu bến cảng chỉ từ 4 đến 5 mét (13 đến 16 ft), cảng này cũng là cảng chuyển hàng hóa chính ở Tây Bangka. Kế hoạch đang được tiến hành cho một cảng thay thế sẽ xử lý khối lưu lượng chuyến hàng.